# Сан-П'єтро-Мозеццо
Сан-П'єтро-Мозеццо (італ. San Pietro Mosezzo, п'єм. San Pédar Mogeusch) — муніципалітет в Італії, у регіоні П'ємонт,  провінція Новара.
Сан-П'єтро-Мозеццо розташований на відстані близько 510 км на північний захід від Рима, 80 км на північний схід від Турина, 6 км на захід від Новари.
Населення — 1988 осіб (2014).
Щорічний фестиваль відбувається 29 червня. Покровитель — Петро (апостол).

## Демографія
Населення за роками:

Станом на 1 січня 2023 року в муніципалітеті офіційно проживали 164 іноземці з 29 країн, серед них 41 громадянин країн Євросоюзу та 12 громадян України.

## Сусідні муніципалітети
- Б'яндрате
- Бріона
- Кальтіньяга
- Казаледжо-Новара
- Казаліно
- Новара
- Віколунго